# Come te movi, te fulmino!
Pour plus de détails, voir Fiche technique et Distribution.
Come te movi, te fulmino! est un film italien réalisé par  Mario Mattoli, sorti en 1958.

## Synopsis
Renato Tuzzi, d'un naturel timide, exerce la profession d'instituteur au sein d'une école mais les élèves de la classe qu'il gère ne l’écoutent pas.

## Fiche technique
- Titre : Come te movi, te fulmino!
- Réalisation : Mario Mattoli
- Scénario : Mario Mattoli, Garinei et Giovannini d'après leur pièce
- Photographie : Aldo Tonti
- Montage : Roberto Cinquini (en)
- Musique : Gorni Kramer
- Pays d'origine : Italie
- Format : 2,35:1 - Mono
- Genre : comédie
- Durée : 90 minutes
- Date de sortie : 1958

## Distribution
- Renato Rascel : Renato Tuzzi
- Giovanna Ralli : Giovanna
- Mario Carotenuto : L'aubergiste Annibale
- Xenia Valderi : Sophelin Lolloe
- Franco Andrei (it) : Scardocchia
- Dori Dorika : Augusta
- Dino Curcio (it) : Bellicapelli
- Giuliano Persico (it) : Ovivio
- Cesare Bettarini (en)
- Alfredo Censi (it)
- Renata Mauro